# The Interpreter
The Interpreter és una pel·lícula de Sydney Pollack de 2005, interpretada per Nicole Kidman, Sean Penn, i Catherine Keener.

## Argument
Silvia Broome és una traductora i intèrpret que treballa a la seu central de l'ONU que es troba en territori internacional dins de la ciutat de Nova York. D'origen matobià, és capaç de traduir a l'anglès un gran nombre de llengües africanes. De jove, havia participat en la guerra de guerrilles a Matabo després d'haver perdut els pares i una germana per culpa d'una mina Zuwanie.
Després d'un desallotjament de l'edifici, Silvia torna al seu lloc de feina a recollir un paquet que havia deixat. En aquell moment sent una conversa sobre un possible atemptat que es podria cometre a l'ONU durant la visita del cap d'estat de Matabo, el Dr. Zuwanie, a qui França vol enviar al Tribunal Internacional de la Haia. En aquests moments Silvia avisa les forces de seguretat de l'ONU, que demanen ajuda als serveis secrets dels EUA.
Aquí comença un joc d'estira-i-arronsa, entre partidaris i detractors de Zuwanie, que comporta atemptats, assassinats, muntatges i traïcions. En aquest serial es veuran implicats tant Silvia com l'agent secret Keller encarregat de protegir-la. Finalment es descobreix, però, que l'atemptat no és més que una farsa per evitar la justícia internacional per part de Zuwanie, però Silvia encara tindria una última paraula, especialment al saber que Zuwanie havia assassinat l'últim germà que li quedava.

## Repartiment
- Nicole Kidman: Silvia Broome
- Sean Penn: Tobin Keller
- Catherine Keener: Dot Woods
- Jesper Christensen: Nils Lud
- Yvan Attal: Philippe
- Earl Cameron: Zuwanie
- George Harris: Kuman-Kuman
- Michael Wright: Marcus

## Matabo
La República Democràtica de Matabo i la seva llengua el "Ku" foren creats per a aquesta pel·lícula. El gener de 2004 es va demanar a Said el-Gheithy, director del centre per l'aprenentatge de llengües africanes, que crees aquesta llengua. El Ku està basat en les llengües bantu parlades a l'est i al sud de Sud-àfrica.
Matabo és també el nom d'un Parc Nacional de Zimbàbue.

## Zuwanie i Mugabe
Existeixen múltiples comparacions, entre el personatge de Zuwanie i l'actual cap d'estat de Zimbàbue, Robert Mugabe. Per aquest motiu, el govern d'aquest país africà va decidir prohibir la pel·lícula a les pantalles del seu país. Al setembre de 2005, The Herald, el diari de Zimbàbue pròxim a Mugabe va criticar durament el film, categoritzant-lo d'antimugabià i pròxim a la CIA.
- Robert Mugabe portava 25 anys de poder quan la pel·lícula va ser estrenada, Zuwanie en duia 23.
- Austràlia i Nova Zelanda han demanat al consell de seguretat de l'ONU que Mugabe sigui jutjat al tribunal penal internacional per crims contra la humanitat. Zuwanie acudeix a l'ONU per evitar un judici de les mateixes característiques.
- Tots dos, Mugabe i Zuwanie, eren professors abans d'involucrar-se en política
- Mugabe va contractar a Ari Ben-Menashe ex agent dels serveis secrets israelians per simular un atemptat, a la pel·lícula Zuwanie contracte a mercenari holandès per simular un atemptat contra la seva persona. Tot estaria pensat a intentar guanyar crèdit polític.
- Mugabe tenia com a rivals polítics a l'ONU, als representants del Regne Unit. De fet, Mugabe va acusar Blair d'intentar allunyar-lo del poder. A la pel·lícula, Zuwanie, té el mateix problema amb la delegació francesa.

## Curiositats
- És el primer film gravat a la seu de les Nacions Unides. L'equip de rodatge va rodar els caps de setmana per evitar interrompre el funcionament normal de l'Organització. Aquest va durar d'abril a agost de 2004.
- Alguns membres del personal actual de l'ONU van fer d'extres del film.
- L'escena en què hi ha un tiroteig a dins el consell de seguretat no es va permetre usar cap blanc real, ja que estava rodada mentre es realitzava una sessió real.
- Nicole Kidman va haver de suspendre el rodatge del film per gravar noves escenes de la pel·lícula Les dones perfectes per problemes amb la gravació. Per altres motius, Kidman ja havia hagut d'absentar-se durant la gravació de The Others per acabar de rodar escenes de Moulin Rouge.
- L'autorització per gravar a l'ONU la va aconseguir Sydney Pollack després d'entrevistar-se personalment amb Kofi Annan.
- Kidman va acceptar el contracte sense haver-se llegit el guió.
- Hi ha un moment en la pel·lícula en què Kidman rep una trucada en una suposada llengua africana. Realment es tracta d'hebreu, ja que era el missatge que surt quan es marca un número inexistent a Israel.

## Altres dades
- Tipus de So: DTS / Dolby Digital / SDDS
- Rodada a: Estats Units i Territori Internacional de l'ONU.